# Vanessa hiemalis
Vanessa hiemalis är en fjärilsart som beskrevs av Martin 1921. Vanessa hiemalis ingår i släktet Vanessa och familjen praktfjärilar. Inga underarter finns listade i Catalogue of Life.